# 北川直美
北川 直美（きたがわ なおみ、1994年5月24日 - ）は、日本の元女子バスケットボール選手である。ポジションはパワーフォワード。Wリーグの新潟アルビレックスBBラビッツに所属していた。

## 来歴
長野県出身。
東海大三高校、日体大で全国大会出場。
卒業後は新潟アルビレックスBBラビッツに加入。
2020-21から2シーズン、主将を務めた。
2023年、現役引退。